# دولماتوو (استان آرخانگلسک)
دولماتوو (به لاتین: Dolmatovo) یک منطقهٔ مسکونی در روسیه است که در استان آرخانگلسک واقع شده‌است.